# Pomniki i głazy pamiątkowe Uniwersytetu Przyrodniczego w Poznaniu

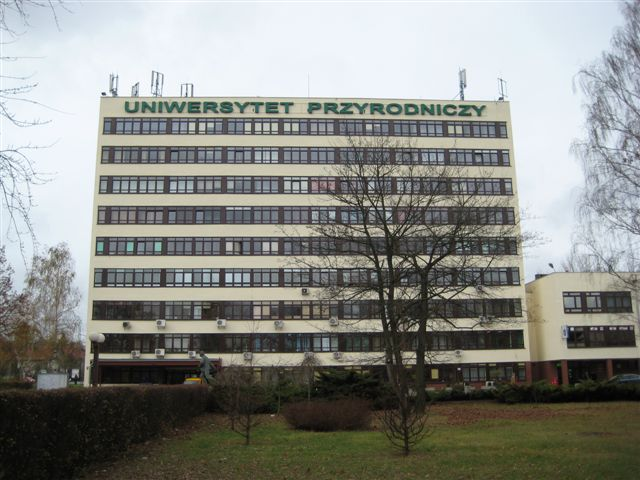
Collegium Maximum

Pomniki i głazy pamiątkowe Uniwersytetu Przyrodniczego w Poznaniu – zespół rzeźb i pomników zlokalizowany na terenach Uniwersytetu Przyrodniczego w Poznaniu i poza miastem.

## Geneza
Pomniki i głazy upamiętniają przede wszystkim naukowców związanych z uczelnią.

## Poznań
| Upamiętniony                             | Rodzaj           | Data powstania | Zdjęcie | Opis, uwagi i lokalizacja |
| Feliks Terlikowski i Mikołaj Kwinichidze | głaz             | 1985           |         | Dwa zbliżone wymiarami głazy, częściowo oszlifowane, z wyrytymi napisami. Stoją przy Instytucie Technologii Drewna, narożnik ul. Szydłowskiej i Winiarskiej. |
| Jan Wojciechowski                        | głaz             | 2004           |         | Głaz pamiątkowy z tablicą. Stoi pomiędzy Collegium Maximum, a Kolegium Gawęckiego, przy ul. Wołyńskiej.                                                      |
| Jerzy Zwoliński                          | głaz             | Nieznana       |         | Głaz pamiątkowy z tablicą. Stoi pomiędzy Collegium Maximum, a Kolegium Gawęckiego, przy ul. Wołyńskiej.                                                      |
| Siewca                                   | Figura na cokole | 1979           |         | Rzeźba z brązu na cokole przed Collegium Maximum. |
| Józef Rivoli                             | Słup z tablicą   | 1936/1948      |         | Słup z tablicą zlokalizowany na skwerze przed Collegium im. Cieszkowskich przy ul. Wojska Polskiego.                                                         |
| Tadeusz Chrząszcz                        | Głaz             | 2012           |         | Głaz pamiątkowy z tablicą zlokalizowany przed Kolegium Chrząszcza przy ul. Wojska Polskiego.                                                                 |
| August Cieszkowski                       | Popiersie        | nieznana       |         | Popiersie na cokole usytuowane w gmachu Collegium Maximum.                                                                                                   |

## Poza Poznaniem
| Upamiętniony  | Rodzaj | Data powstania | Zdjęcie | Opis, uwagi i lokalizacja |
| Karol Zaleski | głaz   | nieznana       |         | Głaz z tablicą zlokalizowany na terenie Huty Pustej w Puszczy Zielonce. Umieszczony na terenie ogrodzonym, niedostępny, zaniedbany. |
| Jan Meixner   | głaz   | 1999           |         | Głaz pamiątkowy z tablicą zlokalizowany na terenie Arboretum w Zielonce, przy wejściu.                                              |